# RTL Club

Logo bis 27. März 2023

RTL Club (bis 27. März 2023: Club RTL) ist ein französischsprachiger Fernsehsender. Er sendet im luxemburgischen und belgischen Kabelnetz und wird zudem in Luxemburg über DVB-T verbreitet. Der Privatsender nahm am 15. Februar 1995 den Sendebetrieb auf und ist nach RTL TVI und vor RTL Plug der zweite Ableger der RTL Group in Belgien. Das Programm von RTL Club richtet sich an die ganze Familie. Morgens und nachmittags wird die Programmschiene Kids Club ausgestrahlt sowie bei Sportübertragungen die Sendung RTL Sport.
Die heutigen Eigentümer sind zu 50 Prozent die DPG Media und zu 50 Prozent Groupe Rossel. Bis 31. März 2022 war die RTL Group der Eigentümer.
Der Sender RTL Club wurde im SES ASTRA Paket auf Astra 19.2° Ost aufgeschaltet. 
Daten: Frequenz 11023 MHz, Polarisation H, Symbolrate 22000, FEC 5/6, Verschlüsselt: Ja (Stand: 23. November 2011)
Im Zuge eines Redesigns wurde der Sender am 28. März 2023 in RTL Club umbenannt.